# Oluf Stenersen
Oluf Stenersen, född den 17 maj 1834 i Kristiania (nuvarande Oslo), död den 6 december 1875 i Paris, var en norsk diplomat. Han var son till Stener Johannes Stenersen.
Stenersen blev juris kandidat 1857, sekreterare i utrikesdepartementet i Stockholm 1858, legationssekreterare 1860, i Konstantinopel 1863, chargé d'affaires där 1868, ministerresident där 1869, i Bryssel samma år samt envoyé och generalkonsul i Washington 1870. Sedan 1860 var han kammarherre hos Karl XV. Stenersen blev kommendör (av första klassen) av Nordstjärneorden 1871.